# Зернолуск великий
Зернолу́ск великий (Saltator maximus) — вид горобцеподібних птахів родини саякових (Thraupidae). Мешкає в Мексиці, Центральній і Південній Америці.

## Опис
Довжина птаха становить 17-21 см, вага 42-52 г. Виду не притаманний статевий диморфізм. Тім'я зеленувате, решта голови попелясто-сіра, над очима білі "брови". Верхня частина тіла оливково-зелена, нижня частина тіла сіра, нижня частина живота охриста. Горло охристе, окаймлене чорнуватими "вусами". Дзьоб товстий, міцний, чорний, лапи чорні. Молоді птахи мають дещо тьмяніше забарвлення, горло у них чорнувате, на грудях білі плями, на нижній частині тіла коричневі плями.

## Підвиди
Виділяють п'ять підвидів:

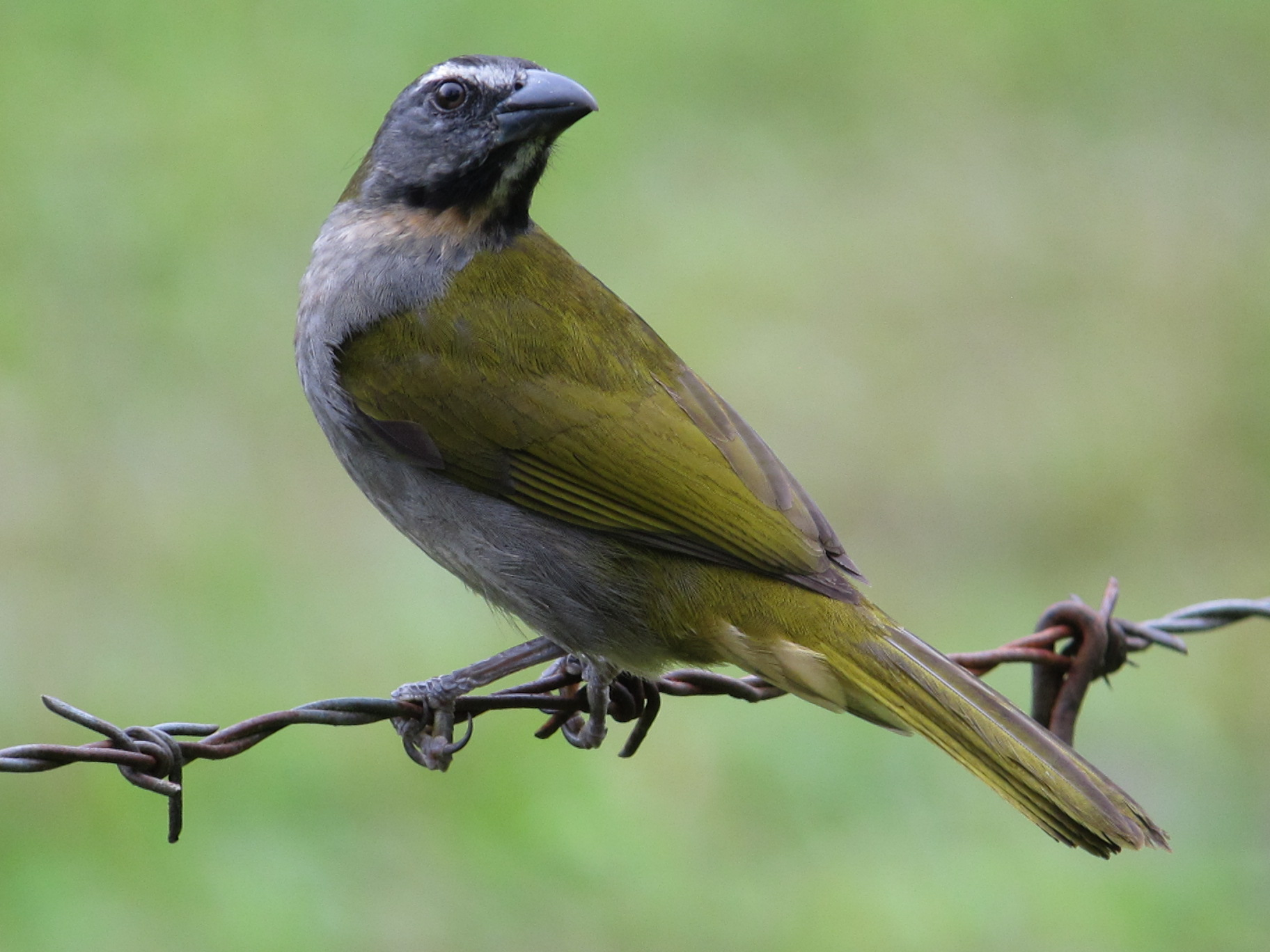
Великий зернолуск

- S. m. gigantodes Cabanis, 1851 — східна Мексика (від Веракрусу до Оахаки);
- S. m. magnoides Lafresnaye, 1844 — від південної Мексики (Чіапас, Кінтана-Роо) до північно-західної Панами;
- S. m. intermedius Lawrence, 1864 — від південно-західної Коста-Рики до західної Панами (на схід до зони каналу);
- S. m. iungens Griscom, 1929 — від східної Панами до північно-західної Колумбії;
- S. m. maximus (Müller, PLS, 1776) — від східної Колумбії, Венесуели і Гвіани до заходу центральної Бразилії і північно-східної Болівії, також на східному узбережжі Бразилії.

## Поширення і екологія
Великі зернолуски мешкають в Мексиці, Белізі, Гватемалі, Гондурасі, Нікарагуа, Коста-Риці, Панамі, Колумбії, Венесуелі, Гаяні, Суринамі, Французькій Гвіані, Бразилії, Еквадорі, Перу і Болівії. Вони живуть в кронах вологих рівнинних, гірських і заболочених тропічних лісів, на узліссях і галявинах. Зустрічаються на висоті до 1700 м над рівнем моря, переважно на висоті до 1200 м над рівнем моря. Живляться плодами, зокрема Cymbopetalum mayanum, Trophis racemosa і Bursera simaruba, а також бруньками, нектаром і комахами. Іноді приєднуються до змішаних зграй птахів. Гніздо чашоподібне, в кладці 2 блакитнуватих яйця.